# Cistella
Cistella è un comune spagnolo di 243 abitanti situato nella comunità autonoma della Catalogna.